# Oncomiracidiu

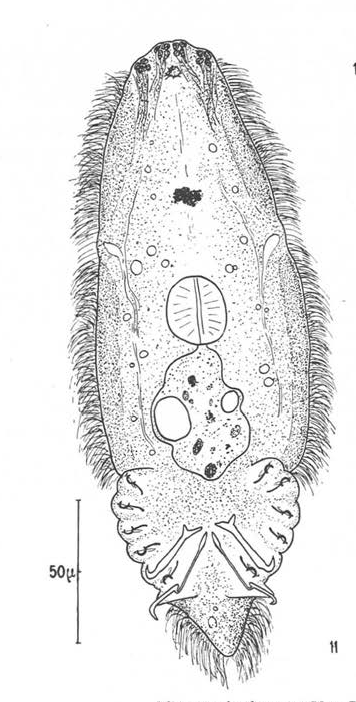
Oncomiracidiul speciei Microcotyle donavini (familia Microcotylidae)

Oncomiracidiul este larva neparazită, cu cili, a unui monogenean, un tip de platelmint parazit al peștilor. Este similar cu miracidiul trematodelor, însă are cârlige întărite pe care miracidiul nu le are.